# Malinta
Malinta – wieś w Stanach Zjednoczonych, w stanie Ohio, w hrabstwie Henry.